# Keményfok község
Keményfok község (románul: Comuna Avram Iancu) község Bihar megyében, Romániában. Központja Keményfok, beosztott falvai Ant, Tamáshida.

## Népessége
A 2011-es népszámlálás adatai alapján a község népessége 3316 fő volt.